# Meranoplus periyarensis
Meranoplus periyarensis  (лат.) — вид мелких муравьёв рода Meranoplus из подсемейства Myrmicinae (Formicidae). Название дано по имени тигрового резервата Periyar, где была найдена типовая серия.

## Распространение
Южная Азия: Индия, Керала, Periyar tiger reserve, 9°46′N, 77°14′ E, 1005 м.

## Описание
Мелкие муравьи, покрытые многочисленными волосками. Отличаются от близких видов коническим сверху петиолем, оранжевой окраской и мелкими размерами; промезонотальный щит с двумя парами полупрозрачных окон. 
Длина рабочих муравьёв около 3 мм, 4,1 — 4,5 мм, длина головы 0,74 — 0,79 мм (ширина 0,69 — 0,77 мм). Основная окраска тела желтовато-оранжевая.  Усики 9-члениковые с булавой из 3 вершинных члеников. Максиллярные щупики 5-члениковые, нижнечелюстные щупики из 3 члеников. Мандибулы вооружены 4 зубцами. Грудь высокая, пронотум слит с мезонотумом, образуя единый склерит с окаймлённым дорзумом. Стебелёк между грудкой и брюшком состоит из двух члеников: петиолюса и постпетиолюса (последний четко отделен от брюшка), жало развито, куколки голые (без кокона).